# Zé Paulo Sierra
José Paulo Ferreira Sierra, conhecido apenas como Zé Paulo ou Zé Paulo Sierra (Rio de Janeiro, 22 de abril de 1976), é um compositor e intérprete de samba-enredo brasileiro. Atualmente, é intérprete da União de Maricá.

## Biografia

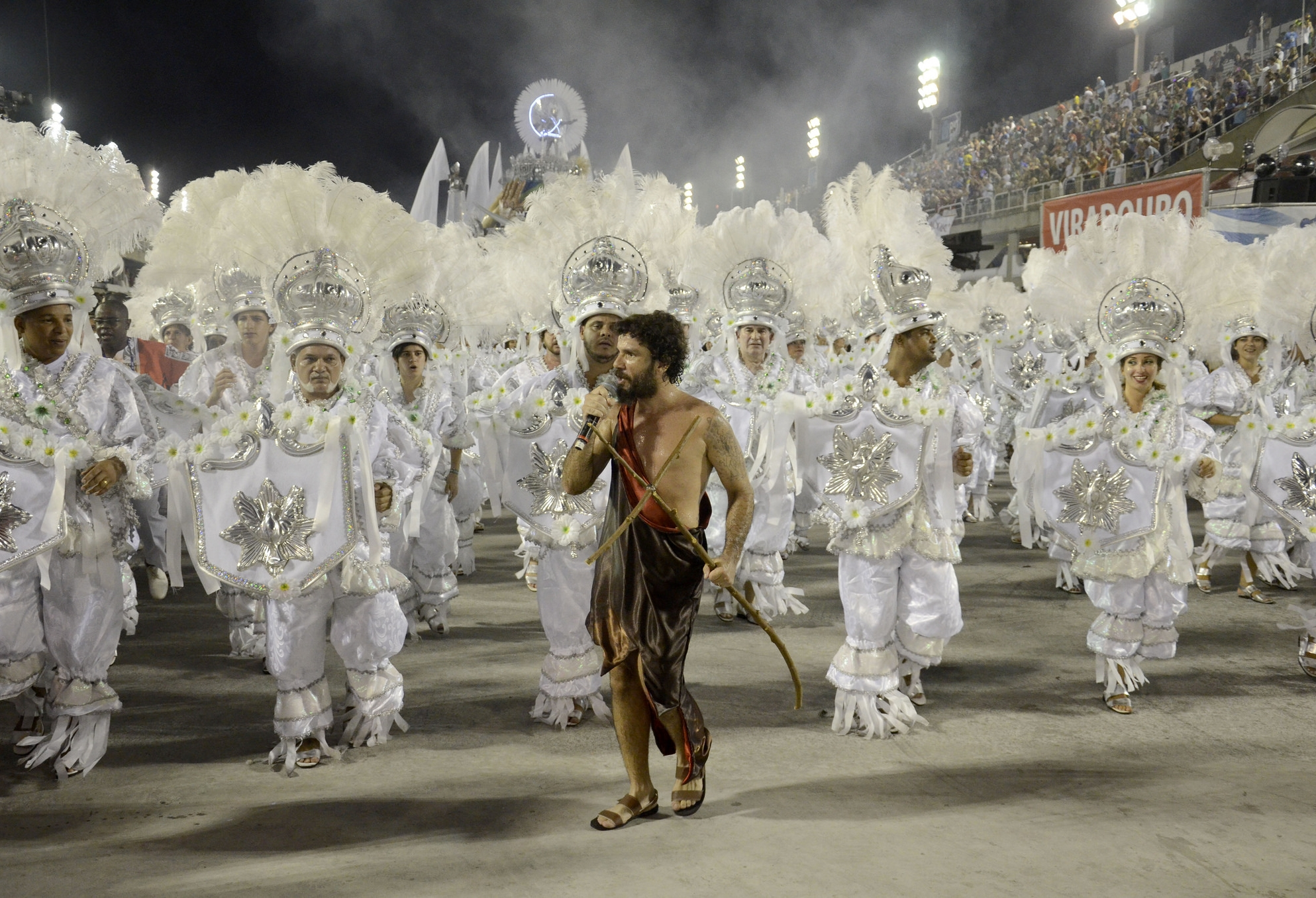
Zé Paulo Sierra (ao centro), durante o desfile da Viradouro em 2016

Iniciou sua carreira em 1988 no extinto Bloco Chupeta da Abolição mas logo foi como compositor para a escola de samba Difícil É o Nome, permanecendo lá por 2 anos na escola mirim Aprendizes do Salgueiro como cantor e compositor. Ingressou na Caprichosos em 1993 através de um concurso de cantores de samba e foi apoio de Luizito. Em 1995, ainda na Caprichosos, ao lado de Carlinhos de Pilares defendeu o samba de sua autoria, "Samba Sabor Chocolate". Foi o mais novo intérprete do grupo de acesso quando assumiu o microfone principal da Unidos da Ponte em 1997. No mesmo ano retornou à Caprichosos onde teve a oportunidade de cantar ao lado de Jackson Martins. Foi o intérprete oficial do Arranco no Grupo de Acesso em 2006 com o samba que venceu do Estandarte de Ouro: "Gueledés, o Retrato da Alma". foi auxiliar de Leonardo Bessa na São Clemente em 2007 e ainda fez parte do carro de som da Mangueira nos anos de 2007 e 2008.
No ano de 2008 retornou à Caprichosos de Pilares, desta vez como intérprete oficial, ficando até 2009. Pela escola de Pilares, foi o ganhador dos prêmios Sambanet, Troféu Jorge Lafond e do site O Carnaval Carioca. Em 2010, passou a ser interprete oficial da Mangueira ao lado de Rixxah e Luizito. Em 2011 e 2012, dividiu o microfone principal com Luizito e Ciganerey. Ainda em 2011, teve uma passagem pela X-9 Paulistana em São Paulo. Em 2013, continuou na Mangueira, mas agora formando um quarteto com Luizito, Ciganerey e Agnaldo Amaral. Durante o pré-carnaval, teve que passar por uma cirurgia devido a uma leucoplasia na laringe. Após o carnaval, se desligou da verde e rosa. Em 2014, acertou com a Viradouro, escola onde permanece desde então. Pela vermelha e branca de Niterói conquistou a Série A nos carnavais de 2014 e 2018, o vice-campeonato no Grupo Especial em 2019 e o título do carnaval carioca em 2020, sendo este seu primeiro campeonato de Grupo Especial na carreira.
Em 2016, Zé Paulo foi autor do samba-enredo da Unidos da Tijuca ao lado de Dudu Nobre, Gusttavo Clarão, Claudio Mattos e Paulo Oliveira. No ano seguinte compôs o samba da Mocidade Independente de Padre Miguel em uma parceria liderada por Altay Veloso e Paulo César Feital, que embalou a escola ao título daquele carnaval, dividido com a Portela. Em São Paulo, foi um dos autores do samba da Unidos de Vila Maria em homenagem a Nossa Senhora Aparecida no carnaval de 2017, além de compor os sambas-enredo da Nenê de Vila Matilde entre 2016 e 2019 e dos sambas da Acadêmicos do Tatuapé e da Mocidade Alegre em 2020. Deixou a Viradouro após o carnaval de 2023, depois de nove anos como intérprete oficial da agremiação, e se transfere para a Mocidade Independente de Padre Miguel. Permaneceu na verde e branca por dois carnavais, se transferindo para a União de Maricá a partir de 2026.

## Fora do Carnaval
Após desligar-se da Mangueira em 2013, Zé Paulo assumiu os vocais do Dose Certa, depois de várias participações em shows do grupo como convidado. No ano seguinte, o intérprete saiu do grupo após ser contratado pela Viradouro.

## Títulos e estatísticas
| Primeira Divisão | Primeira Divisão                                  | Primeira Divisão         |
| ---------------- | ------------------------------------------------- | ------------------------ |
|                  | Estação Primeira de Mangueira Unidos do Viradouro | 2011 2019 2020 2022 2023 |
| Segunda Divisão  |                                                   |                          |
|                  | Unidos do Viradouro                               | 2014 2016 2017 2018      |

## Premiações
- Estrela do Carnaval

1. 2014 - Melhor intérprete (Viradouro) [11]
2. 2016 - Melhor intérprete (Viradouro) [12]
3. 2017 - Melhor intérprete (Viradouro) [13]
4. 2020 - Melhor samba-enredo (Mocidade Alegre - "Do Canto das Iabás Renasce Uma Nova Morada")[14]

- Gato de Prata

1. 2014 - Melhor intérprete (Viradouro) [15]
2. 2016 - Melhor intérprete (Viradouro) [16]

- OSK do Samba

1. 2016 - Melhor intérprete (Viradouro) [17]

- Plumas & Paetês Cultural

1. 2022 - Melhor intérprete (Viradouro) [18]

- Prêmio Gazeta do Rio

1. 2022 - Melhor intérprete (Viradouro) [19]

- Prêmio SASP

1. 2020 - Melhor samba-enredo (Mocidade Alegre - "Do Canto das Iabás Renasce Uma Nova Morada")[20]

- Prêmio SRzd

1. 2015 - Melhor intérprete (Viradouro) [21]
2. 2017 - Melhor intérprete (Viradouro) [22]
3. 2018 - Melhor intérprete (Viradouro) [23]
4. 2023 - Melhor intérprete (Viradouro) [24]

- Prêmio Ziriguidum

1. 2014 - Melhor intérprete (Viradouro) [25][26]

- S@mba-Net

1. 2008 - Melhor intérprete (Caprichosos) [27][28]
2. 2009 - Melhor intérprete (Caprichosos) [29][30]
3. 2014 - Melhor intérprete (Viradouro) [31]

- Tamborim de Ouro

1. 2019 - Melhor intérprete (Viradouro) [32]

- Troféu Andarilho do Samba

1. 2008 - Melhor intérprete (Caprichosos) [33]

- Troféu Explosão in Samba

1. 2019 - Melhor intérprete (Viradouro) [34]
2. 2023 - Melhor intérprete (Viradouro) [35]

- Troféu Jorge Lafond

1. 2008 - Melhor intérprete (Caprichosos) [36]
2. 2014 - Melhor intérprete (Viradouro) [37][38]

- Troféu Nota 10

1. 2017 - Melhor intérprete (Viradouro) [39]
2. 2018 - Melhor intérprete (Viradouro) [40]
3. 2020 - Melhor samba-enredo (Mocidade Alegre - "Do Canto das Iabás Renasce Uma Nova Morada")[41]

- Troféu Sambario

1. 2020 - Melhor intérprete (Viradouro) [42]

- Troféu Sambista

1. 2016 - Melhor intérprete (Viradouro) [43]
2. 2017 - Melhor intérprete (Viradouro) [44]

- Troféu Tupi Carnaval Total

1. 2020 - Melhor intérprete (Viradouro) [45]

- Troféu Vai Dar Samba

1. 2018 - Melhor intérprete (Viradouro) [46]